# Дунауйварош
Ду́науйварош (угор. Dunaújváros) — місто в Угорщині, у медьє Феєр. У 1951—1961 роках місто мало назву Сталінварош.

## Історія
Одне з наймолодших міст Угорщини.

## Економіка
В місті розташований Дунайський металургійний комбінат.

## Географія та транспорт
Місто розташоване в 80 кілометрах на південь від Будапешта, на правому березі Дунаю. Через місто проходить автомагістраль Будапешт — Печ (Е73). Від залізничної магістралі Будапешт — Капошвар в Дунауйварош йде бокова гілка.

## Галерея

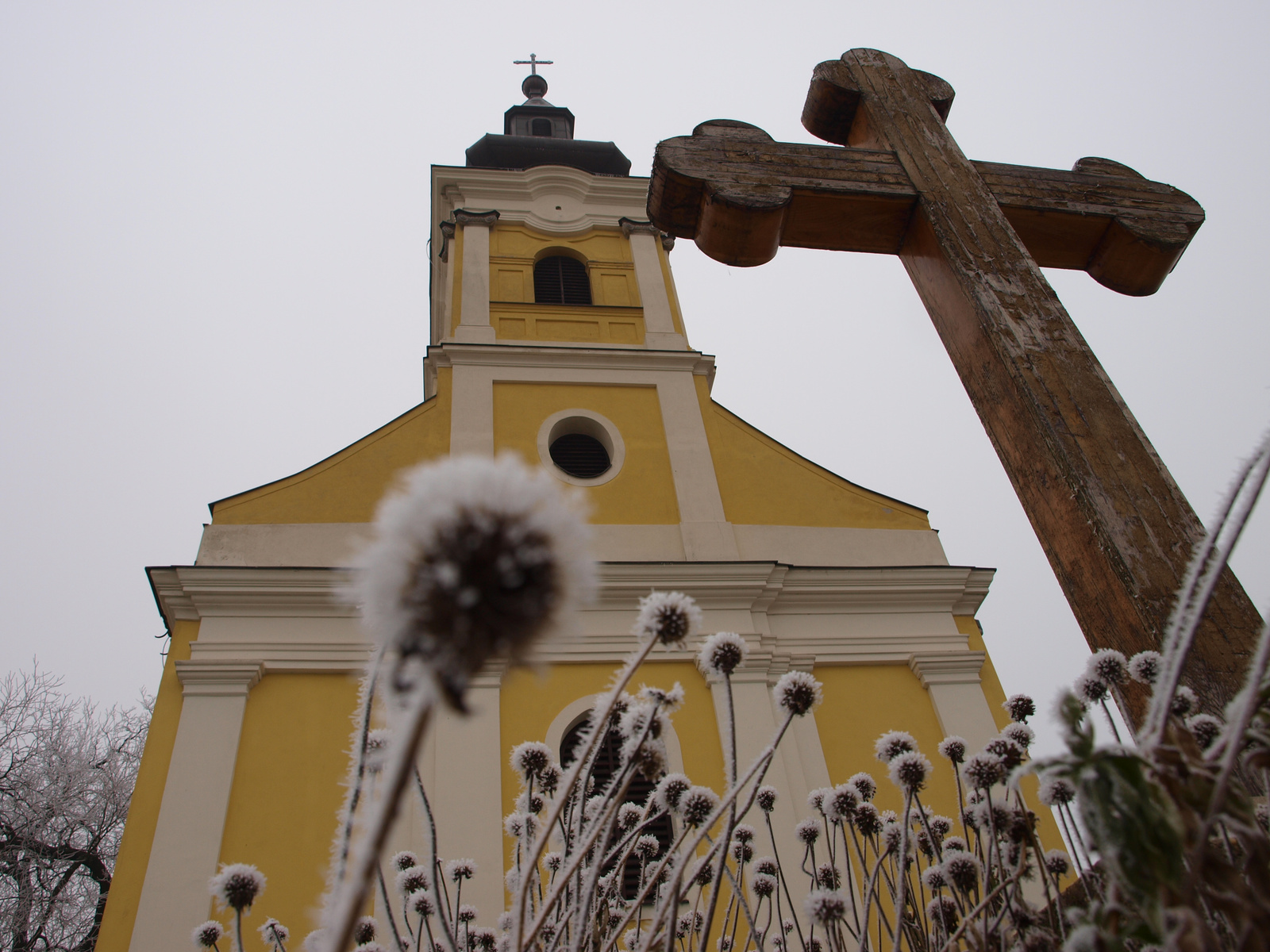
Сербська православна церква
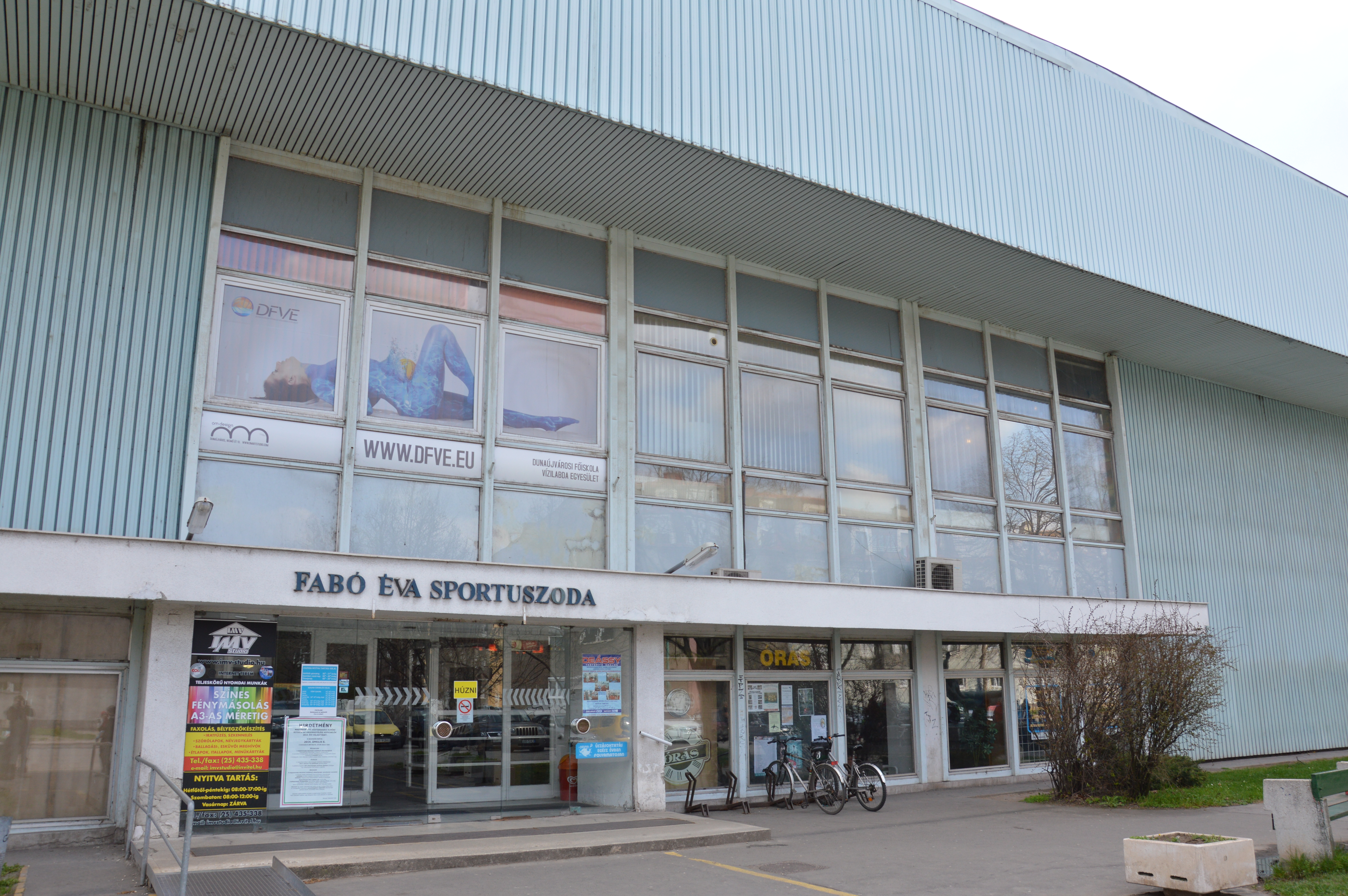
спортивний центр "Fabo Eva"
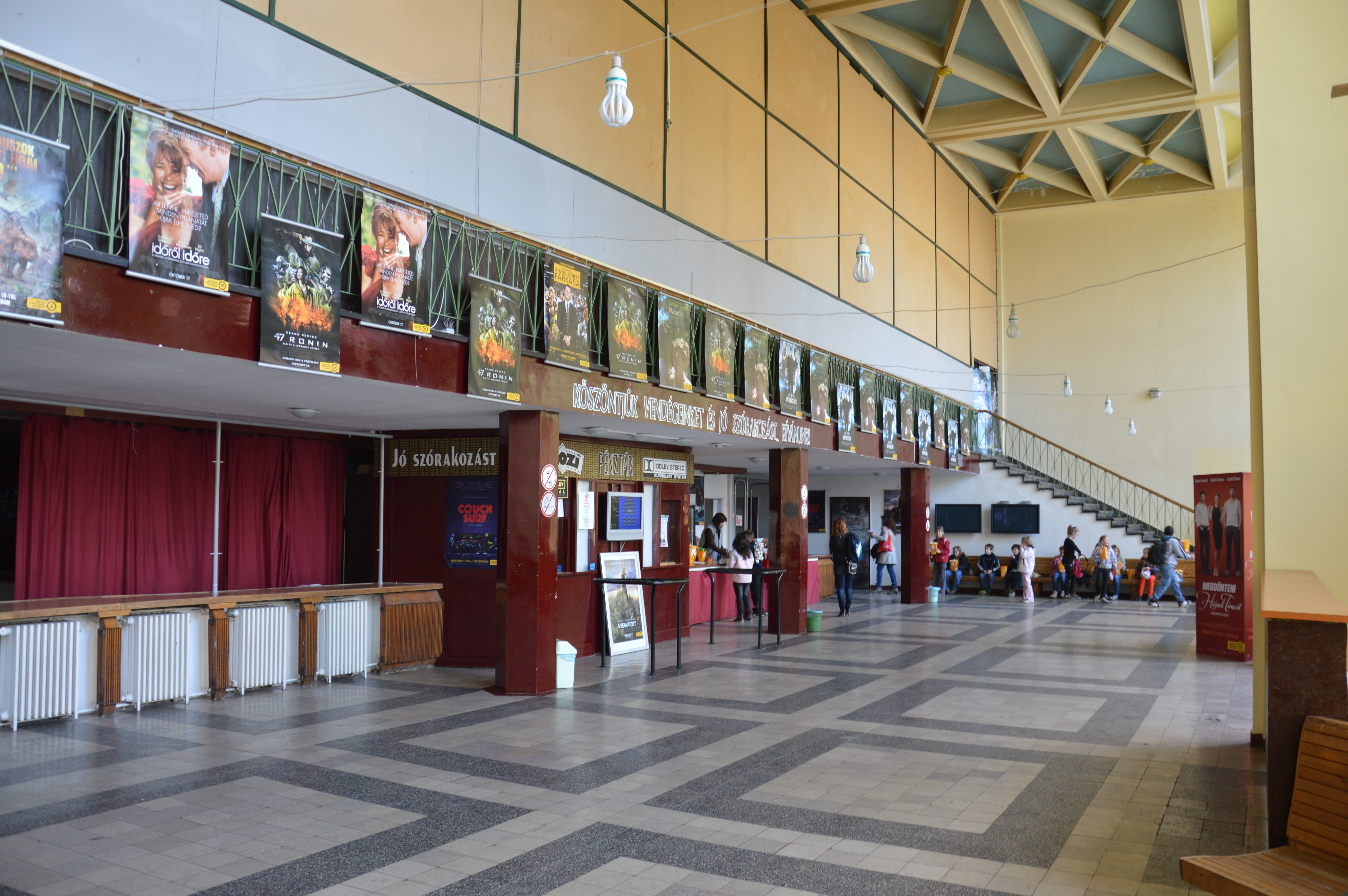
Кінотеатр
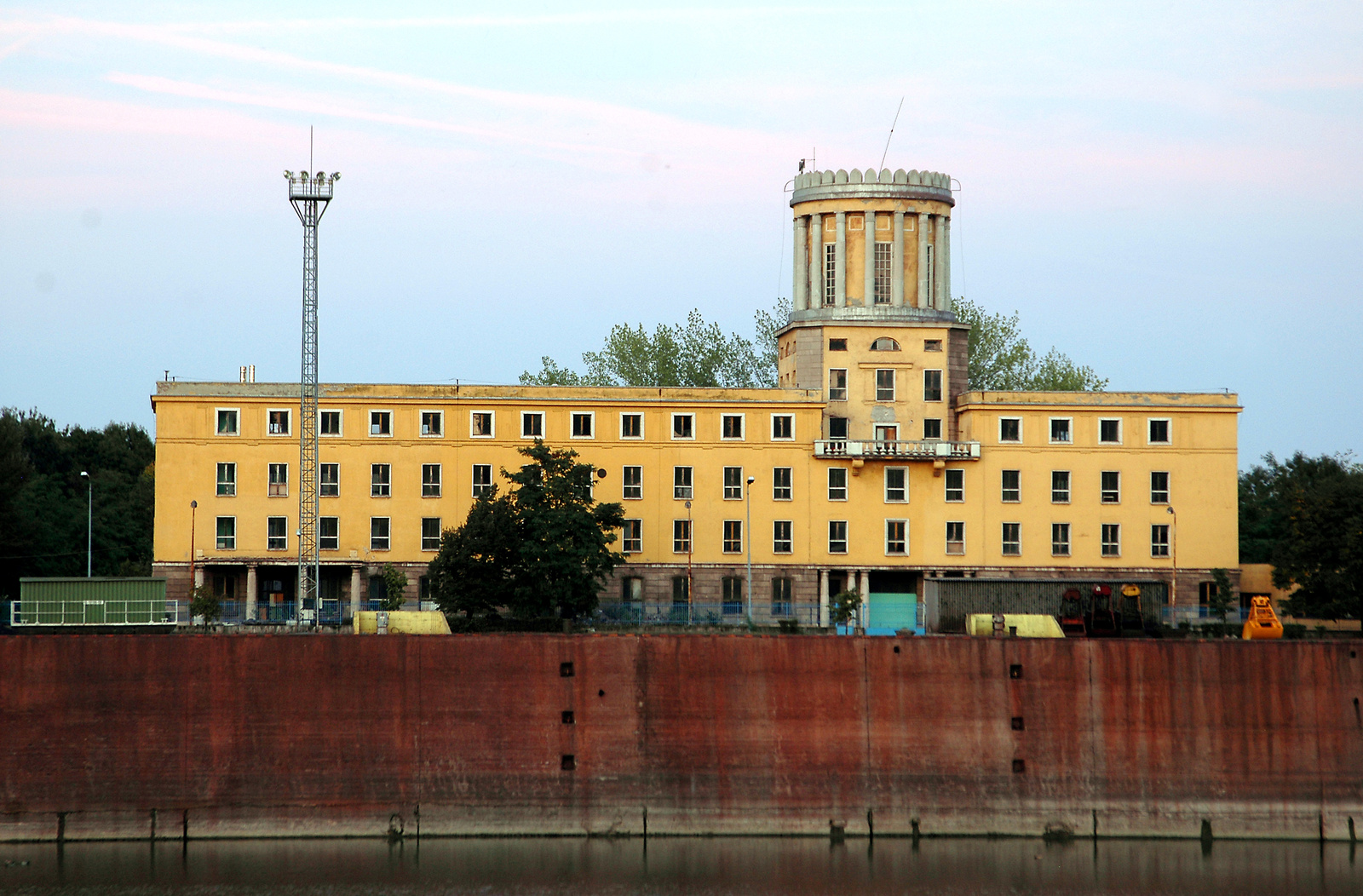
Річковий порт
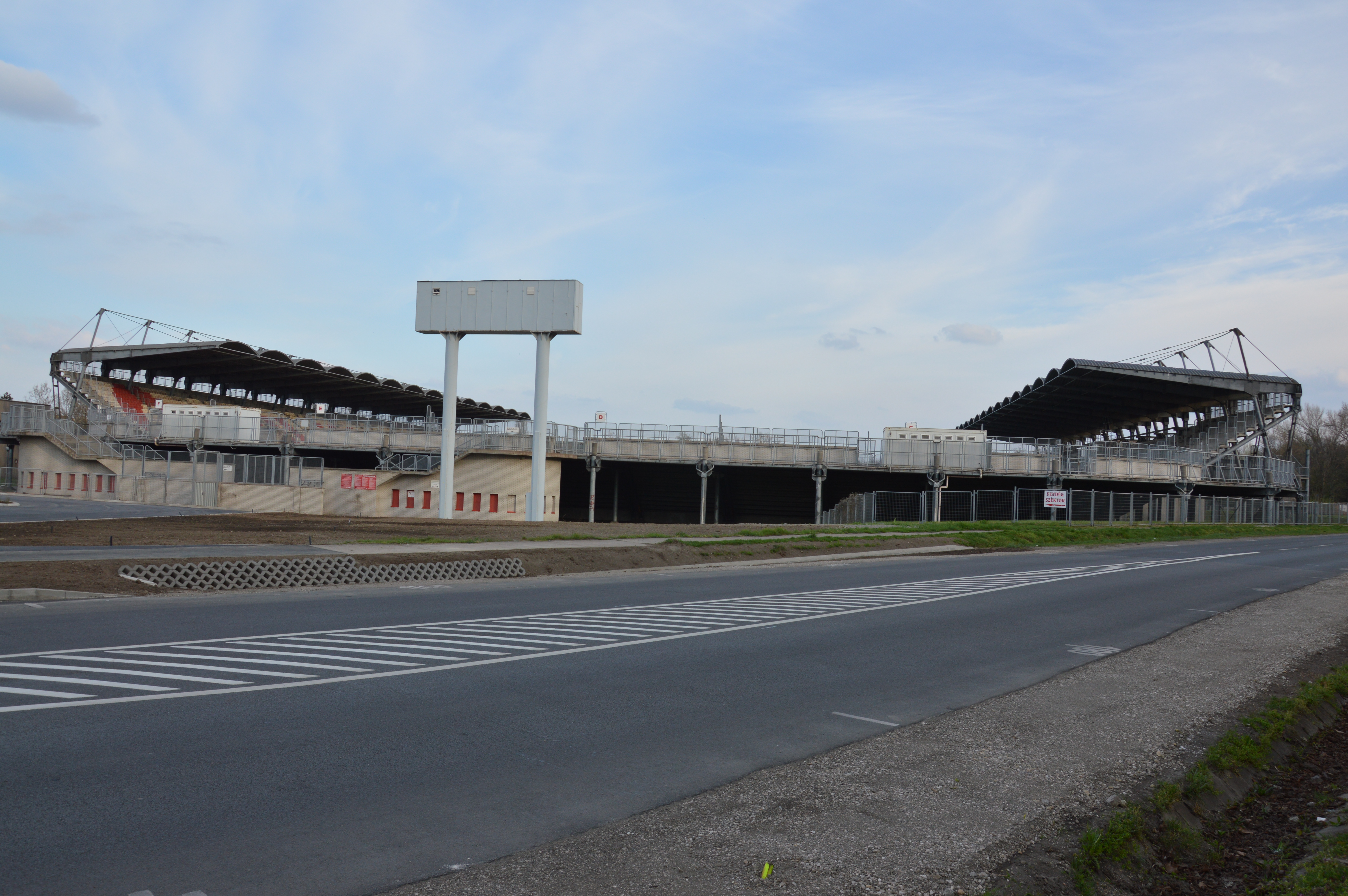
Стадіон
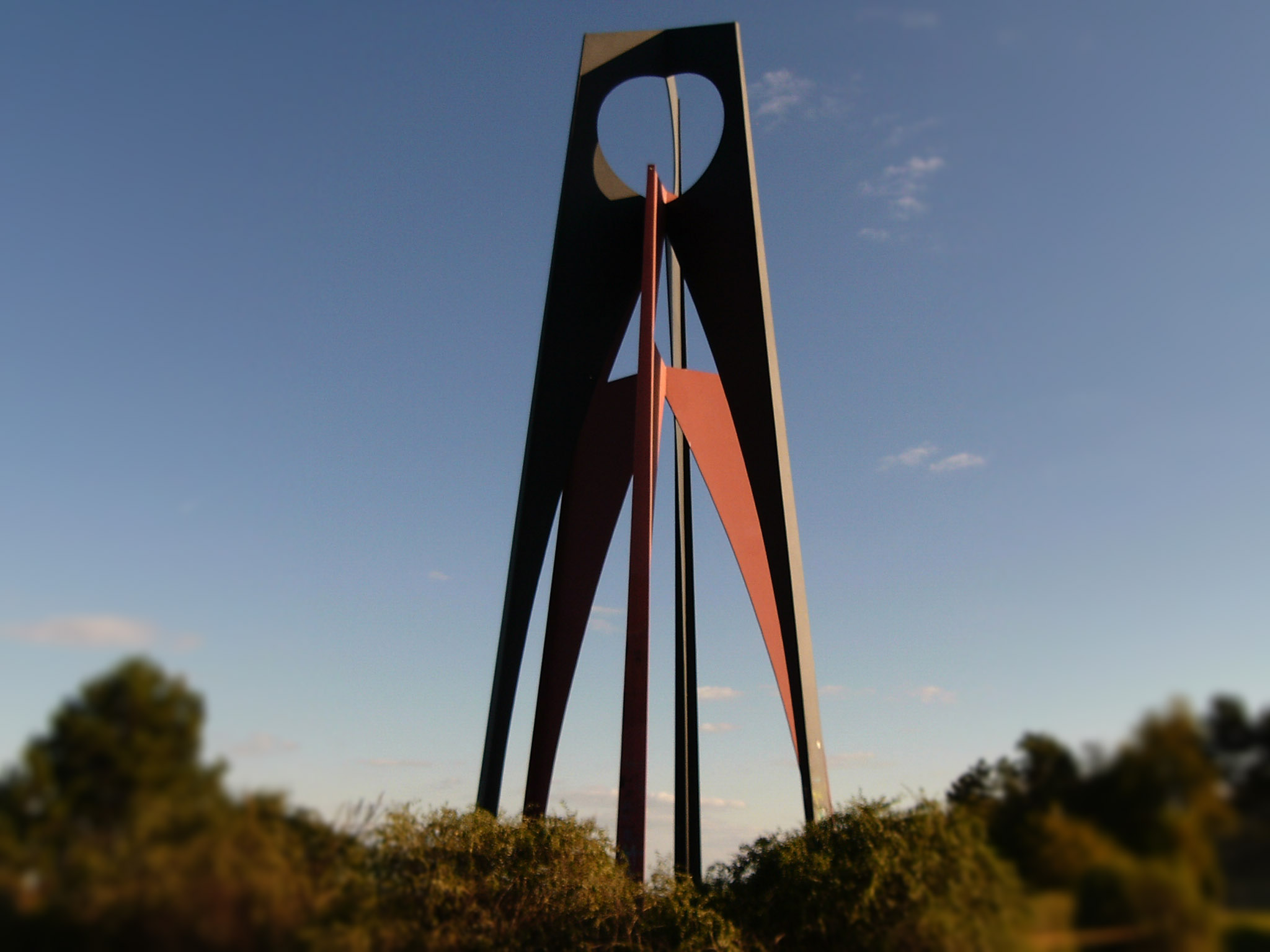
Парк скульптур
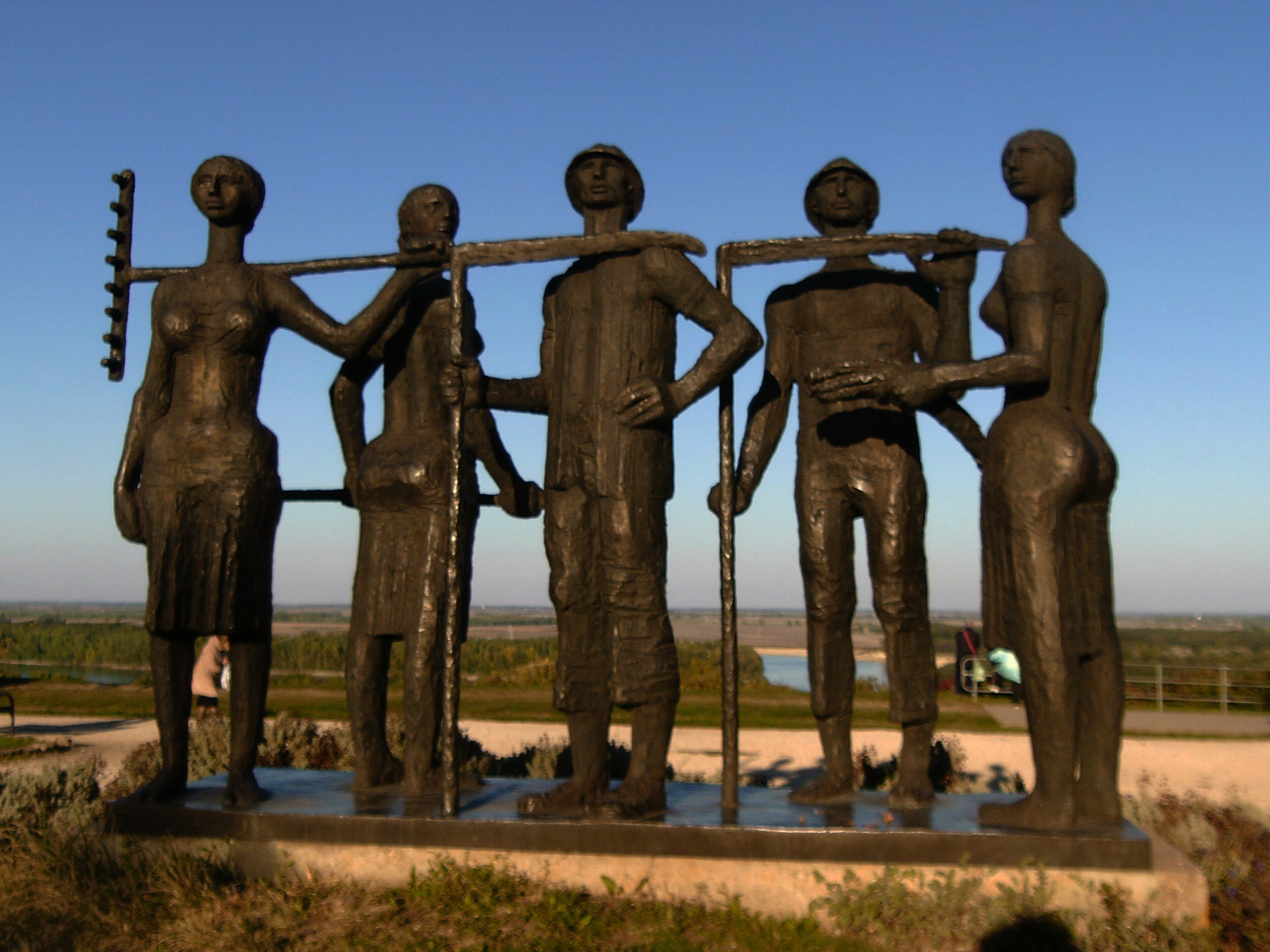
Парк скульптур
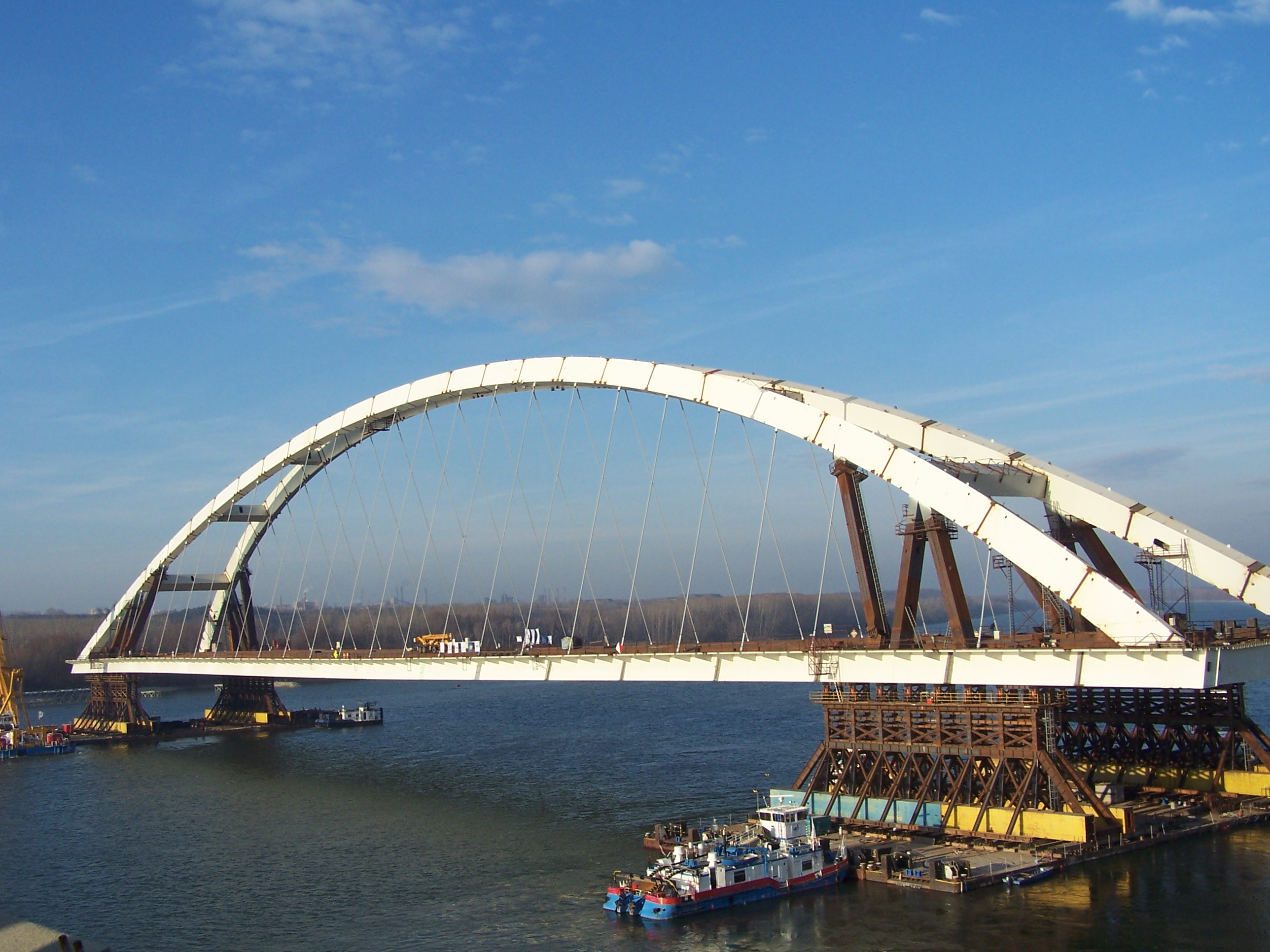
будівництво моста в 2006 році (нині експлуатується)